# SLC9B2
SLC9B2 (англ. Solute carrier family 9 member B2) – білок, який кодується однойменним геном, розташованим у людей на короткому плечі 4-ї хромосоми.  Довжина поліпептидного ланцюга білка становить 537 амінокислот, а молекулярна маса — 57 564.
| 10         |  | 20         |  | 30         |  | 40         |  | 50         |
| ---------- |  | ---------- |  | ---------- |  | ---------- |  | ---------- |
| MGDEDKRITY |  | EDSEPSTGMN |  | YTPSMHQEAQ |  | EETVMKLKGI |  | DANEPTEGSI |
| LLKSSEKKLQ |  | ETPTEANHVQ |  | RLRQMLACPP |  | HGLLDRVITN |  | VTIIVLLWAV |
| VWSITGSECL |  | PGGNLFGIII |  | LFYCAIIGGK |  | LLGLIKLPTL |  | PPLPSLLGML |
| LAGFLIRNIP |  | VINDNVQIKH |  | KWSSSLRSIA |  | LSIILVRAGL |  | GLDSKALKKL |
| KGVCVRLSMG |  | PCIVEACTSA |  | LLAHYLLGLP |  | WQWGFILGFV |  | LGAVSPAVVV |
| PSMLLLQGGG |  | YGVEKGVPTL |  | LMAAGSFDDI |  | LAITGFNTCL |  | GIAFSTGSTV |
| FNVLRGVLEV |  | VIGVATGSVL |  | GFFIQYFPSR |  | DQDKLVCKRT |  | FLVLGLSVLA |
| VFSSVHFGFP |  | GSGGLCTLVM |  | AFLAGMGWTS |  | EKAEVEKIIA |  | VAWDIFQPLL |
| FGLIGAEVSI |  | ASLRPETVGL |  | CVATVGIAVL |  | IRILTTFLMV |  | CFAGFNLKEK |
| IFISFAWLPK |  | ATVQAAIGSV |  | ALDTARSHGE |  | KQLEDYGMDV |  | LTVAFLSILI |
| TAPIGSLLIG |  | LLGPRLLQKV |  | EHQNKDEEVQ |  | GETSVQV    |  |            |

A: Аланін

C: Цистеїн

D: Аспарагінова кислота

E: Глутамінова кислота

F: Фенілаланін

G: Гліцин

H: Гістидин

I: Ізолейцин

K: Лізин

L: Лейцин

M: Метіонін

N: Аспарагін

P: Пролін

Q: Глутамін

R: Аргінін

S: Серин

T: Треонін

V: Валін

W: Триптофан

Кодований геном білок за функцією належить до фосфопротеїнів. 
Задіяний у таких біологічних процесах як транспорт іонів, транспорт, транспорт протонів, транспорт натрію, поліморфізм, альтернативний сплайсинг. 
Білок має сайт для зв'язування з іоном натрію. 
Локалізований у клітинній мембрані, мембрані, мітохондрії, клітинних контактах, клітинних відростках, цитоплазматичних везикулах, синапсах, ендосомах.